# Thomas Vaske
Thomas Vaske är en östtysk kanotist.
Han tog bland annat VM-silver i K-4 1000 meter i samband med sprintvärldsmästerskapen i kanotsport 1986 i Montréal.